# Ямуга (селище)
Ямуга — селище у складі міського поселення Клин Клинського району Московської області Російської Федерації.

## Розташування
Селище Ямуга входить до складу міського поселення Клин, воно розташовано на березі річок Липня та Ямуга. Найближчий населений пункт Полуханово. Найближча залізнична станція Клин.

## Населення
Станом на 2010 рік у селі проживало 89 людей